# Festival de la Cançó d'Eurovisió 1999
El XLIV Festival de la Cançó d'Eurovisió fou retransmès el 29 de maig de 1999 en Jerusalem, Israel. Els presentadors van ser Dafna Dekel, Sigal Shahamon i Yigal Ravid, i la victòria va ser per al representant de Suècia, Charlotte Nilsson amb la cançó "Take me to your heaven".

## Final

Països participants.
Països que hi van participar al passat però no el 1999.

| Núm. | País                 | Intèrpret(s)                  | Cançó                                  | Posició | Pts |
| ---- | -------------------- | ----------------------------- | -------------------------------------- | ------- | --- |
| 01   | Malta                | Times 3                       | Believe 'n peace                       | 15      | 32  |
| 02   | Portugal             | Rui Bandeira                  | Como tudo começou                      | 21      | 12  |
| 03   | Països Baixos        | Marlayne                      | One good reason                        | 9       | 71  |
| 04   | Israel               | Eden                          | Happy birthday                         | 5       | 93  |
| 05   | Croàcia              | Doris Dragović                | Marija Magdalena                       | 4       | 118 |
| 06   | Bèlgica              | Vanessa Chinitor              | Like the wind                          | 12      | 38  |
| 07   | Polònia              | Mietek Szczesniak             | Przytul mnie mocno                     | 18      | 17  |
| 08   | Lituània             | Aistė Smilgevičiūtė           | Strazdas                               | 20      | 13  |
| 09   | Turquia              | Tuğba Önal & Grup Mistik      | Dön artik                              | 16      | 21  |
| 10   | Alemanya             | Sürpriz                       | Reise nach Jerusalem - Kudüs'e seyahat | 3       | 140 |
| 11   | Xipre                | Marlain Angelidou             | Tha'ne erotas                          | 22      | 2   |
| 12   | Espanya              | Lydia                         | No quiero escuchar                     | 23      | 1   |
| 13   | Dinamarca            | Trine Jepsen & Michael Teschl | This time I mean it                    | 8       | 71  |
| 14   | Eslovènia            | Darja Švajger                 | For a thousand years                   | 11      | 50  |
| 15   | Irlanda              | The Mullans                   | When you need me                       | 17      | 18  |
| 16   | Suècia               | Charlotte Nilsson             | Take me to your Heaven                 | 1       | 163 |
| 17   | Àustria              | Bobbie Singer                 | Reflection                             | 10      | 65  |
| 18   | Regne Unit           | Precious                      | Say it again                           | 13      | 38  |
| 19   | Estònia              | Evelin Samuel & Camille       | Diamond of night                       | 6       | 90  |
| 20   | Islàndia             | Selma                         | All out of luck                        | 2       | 146 |
| 21   | França               | Nayah                         | Je veux donner ma voix                 | 19      | 14  |
| 22   | Bòsnia i Hercegovina | Dino & Béatrice               | Putnici                                | 7       | 86  |
| 23   | Noruega              | Stig Van Eijk                 | Living my life without you             | 14      | 35  |